# Примаков Євген Максимович
Євге́н Макси́мович Примако́в (рос. Евге́ний Макси́мович Примако́в, 29 жовтня 1929, Київ, Українська РСР, СРСР — 26 червня 2015, Москва, РФ) — радянський і російський державний діяч і політик консервативного напрямку. Радянський вчений-сходознавець, генерал КДБ, начальник розвідки РФ, міністр закордонних справ РФ, прем'єр-міністр в уряді Єльцина. Кандидат у члени ЦК КПРС у 1986—1989 роках. Член ЦК КПРС у 1989—1990 роках. Кандидат у члени Політбюро ЦК КПРС з 20 вересня 1989 по 13 липня 1990 року. Депутат Верховної Ради СРСР 11-го скликання. Народний депутат СРСР (1989—1991).
Дехто з аналітиків вважає Примакова «хрещеним батьком» путінізму.

## Життєпис
Народився 29 жовтня 1929 року в Києві. Його батько мав прізвище Нємченко та був репресований в 1937 році. Мати — Анна Яківна Примакова (1896—1972) — через кілька днів після народження сини поїхала до родичів у Тифліс, де працювала акушером-гінекологом в залізничній лікарні. Дитинство і юність Примаков провів у Тбілісі на вулиці Ленінградській.

### Початок кар'єри
У 1953 році закінчив Московський інститут сходознавства, а в 1956 році — аспірантуру Московського державного університету імені Ломоносова.
З 1953 по 1962 рік працював у Держтелерадіо СРСР редактором в Головному управлінні радіомовлення на зарубіжні країни. Член КПРС з 1959 року.
У 1962—1965 роках був оглядачем газети «Правда» по відділу Азії і Африки, а в 1965—1970 роках — власним кореспондентом «Правди» на Близькому Сході. Експерти вважають, що в дійсності Примаков під офіційним прикриттям посади «журналіста» виконував завдання радянської розвідки та таємної дипломатії на Близькому Сході. Про що він також сам частково написав в своїй книзі «Конфиденциально. Ближний Восток на сцене и за кулисами».
У 1970—1977 роках працював заступником директора Інституту сходознавства АН СРСР. Був одним з провідних експертів із зовнішньої політики на Сході. Автор ряду книг з сучасної історії Сходу.
У 1985—1989 роках — директор Інституту світової економіки і міжнародних відносин АН СРСР.
У 1989—1991 роках Євген Примаков був членом ЦК, кандидатом у члени Політбюро ЦК КПРС.
3 червня 1989 — 28 березня 1990 був Головою Ради Союзу Верховної Ради СРСР.
23 березня 1990 — 26 грудня 1990 працював членом Президентської Ради СРСР, де займався питаннями зовнішньої політики.
13 березня 1991 — 5 вересня 1991 займав посаду члена Ради Безпеки СРСР.
З вересня до грудня 1991 був Головою Першого головного управління КДБ СРСР (зовнішня розвідка).
26 грудня 1991 — 10 січня 1996 працював Директором Служби зовнішньої розвідки Російської Федерації.
10 січня 1996 — 11 вересня 1998 очолював Міністерство закордонних справ Російської Федерації. У цей же період очолював Міжвідомчу комісію у справах Ради Європи. Був постійним членом Ради безпеки РФ до червня 1999 року.
11 вересня 1998 — 12 травня 1999 керував Урядом Російської Федерації. У ранзі прем'єр-міністра очолював російську частину Російсько-Американської комісії з економічного та технологічного співробітництва.
Однією з найяскравіших подій за час його перебування на посту прем'єра був скасований візит до США. 24 березня 1999 Євген Примаков прямував у Вашингтон. Коли літак знаходився над Атлантикою, прем'єру повідомили, що НАТО почало бомбардування Югославії. Через це Примаков вирішив скасувати візит, розпорядився розвернути літак прямо над океаном і повернувся до Москви.
На позачерговому 4-й з'їзді Торгово-промислової палати РФ 14 грудня 2001 Євген Примаков був обраний її президентом. Очолював Палату два терміни і подав у відставку у лютому 2011.
Засновник та голова правління «Меркурій-клубу» при Торгово-промиловій палаті РФ.

### Особисте життя
Примаков був одружений, мав дочку.

## Внутрішньополітичні погляди
Євген Примаков — переконаний прихильник принципів радянського держбудівництва й противник розпаду СРСР та утворення незалежних пострадянських держав.
Коли вирішувалося, хто успадкує кремлівські кабінети після хворого і непопулярного Єльцина, Євген Примаков, утворивши союз з мером Москви Юрієм Лужковим, розглядався як провідний кандидат на посаду президента. Виборча агітація була виконана в войовничому стилі «Назад в СРСР!». У серпні 1999 року Примаков став головою Координаційної ради виборчого блоку «Отечество — вся Росія» (ОВР) і очолив федеральний список ОВР на виборах до Державної Думи РФ третього скликання, а з 1999 по 2001 рік був керівником думської фракції «Отечество — вся Росія». Але блок Примакова—Лужкова програв вибори команді пітерських чекістів Путіна, і як переможене чиновницьке угруповання змушений були влитися в ряди владної партії «Єдина Росія» на умовах переможців.

## Зовнішньополітичні погляди
Більшість російських і закордонних оглядачів вважає, що на політичні погляди Примакова мали вплив його багаторічні зв'язки з арабським світом.
При ньому виник російський варіант доктрини «багатополярного світу», поширилися розмови, що Росія — «велика держава», і повинна постійно нагадувати про це. Москва різко виступила проти розширення НАТО і відновила відносини з диктаторськими «режимами-ізгоями». Не будучи повним однодумцем російських комуністів або діячів на зразок Саддама Хусейна, Слободана Мілошевича і Фіделя Кастро, Примаков не мав до них ідеологічної відрази, а вважав партнерами, з якими необхідно мати справу.
Вищим пунктом цього зовнішньополітичного курсу став знаменитий «розворот над Атлантикою», який Примаков здійснив у березні 1999 року вже на посаді прем'єр-міністра після початку натовських бомбардувань Сербії.
В Західних країнах прихід Примакова на посаду прем'єр-міністра в цілому був сприйнятий негативно.

## Відзнаки
Примаков — доктор економічних наук, професор, з 1974 року — член-кореспондент, з 1979 року — академік АН СРСР, з 1991 року — академік РАН. Автор, науковий керівник і відповідальний редактор великої кількості друкованих праць, серед яких «Міжнародні конфлікти» (1972), «Енергетична криза в капіталістичному світі» (1975), «Нариси історії російської зовнішньої розвідки» (1996), «Роки в великій політиці» (1999) та інші.
Мав дипломатичний ранг Надзвичайного і Повноважного Посла. Володів англійською, арабською і грузинським мовами.
Євгена Примакова нагороджено орденами СРСР — Трудового Червоного Прапора, Дружби Народів, «Знак пошани», Російської Федерації — «За заслуги перед Вітчизною» I, II і III ступенів, Олександра Невського, Пошани, іноземними державними нагородами.
Орден князя Ярослава Мудрого V ст. (Україна, 27 жовтня 2004) — за визначний особистий внесок у розвиток українсько-російських економічних і політичних відносин та з нагоди 75-річчя від дня народження
Лауреат Державної премії СРСР (1990), премій ім. Г. Насера (1974), Авіценни (1983), Джорджа Кеннана (1990).
Лауреат премії «Людина року» та нагороди «Срібний хрест» Російського біографічного інституту (1999). У 2001 році був нагороджений медаллю Олександра Горчакова (нагорода МЗС РФ), в 2002 році був удостоєний міжнародного громадського ордена «Золотий Сокіл» за внесок у досягнення згоди і дружби між народами, поліпшення соціального та економічного життя.
Почесний громадянин Тбілісі (1982).

## Друковані праці
- Евгений Примаков. Минное поле политики. — М., Молодая Гвардия, 2006. ISBN 5235029542
- Евгений Примаков. Конфиденциально. Ближний Восток на сцене и за кулисами (вторая половина XX — начало XXI века). — (2-е издание) М., изд-во «Российская газета», 2012. ISBN 978-5-905308-09-3

## Виноски
1. ↑  К.Агаев. Состоявшийся крестный отец путинизма [Архівовано 30 червня 2015 у Wayback Machine.]. — «Каспаров.ру», 27.06.2015
2. ↑  Леонід Млєчін. Історія зовнішньої розвідки. Архів оригіналу за 29 червня 2015. Процитовано 27 червня 2015.
3. ↑  Бі-бі-сі: Евгений Примаков: либерал, консерватор и прагматик [Архівовано 28 червня 2015 у Wayback Machine.]
4. ↑  Указ Президента України від 27 жовтня 2004 року № 1322/2004 «Про нагородження Є. Примакова орденом князя Ярослава Мудрого»
5. ↑  Гордость нашего города // Мерія Тбілісі(рос.)